# فضای حالت (فیزیک)
در فیزیک ، یک فضای حالت ، یک فضای هیلبرت مختلط است که در آن هرکدام از حالت های همزمان سیستم به وسیله ی یک بردار یکه نمایش داده می شوند.با استفاده از نشان‌گذاری برا-کت دیراک می توان با این بردار های حالت مانند بردار با استفاده از جبر خطی رفتار کرد.این فرمول بندی مکانیک کوانتومی بسیار توانمند است ، تا جایی که می‌تواند محاسبه ی انتگرالهای پیچیده را با اعمال برداری جایگزین کند.